# Condéon
Condéon település Franciaországban, Charente megyében. Lakosainak száma 609 fő (2022. január 1.). Condéon Berneuil, Challignac, Chillac, Oriolles, Reignac, Salles-de-Barbezieux, Le Tâtre és Touvérac községekkel határos.

## Népesség
A település népessége az elmúlt években az alábbi módon változott:
| Lakosok száma | 603  | 518  | 553  | 550  | 584  | 594  | 607  | 620  | 616  | 609  |
|               | 1968 | 1982 | 1990 | 2006 | 2013 | 2015 | 2017 | 2019 | 2020 | 2022 |